# Златарски манастир
Вижте пояснителната страница за други значения на Свети апостоли Петър и Павел.
Златарският манастир „Св. св. Петър и Павел“ е действащ женски български православен манастир във Варненска и Великопреславска епархия.

## Местоположение
Разположен е в местността „Манастирите“ в землището на община Шумен между селищата Златар и Ивански. Поради еднаквата си отдалеченост от двете села, землището в който е разположен и приноса на жителите на Ивански във възстановяването му често е наричан и Иванчански манастир. Манастирът представлява комплекс от черква (строена през 1993 г.), жилищни, стопански сгради и новостроящ се манастирски комплекс. До изграждането на черквата в манастира е функционирал параклис.

## История
Златарският манастир „Св. св. Петър и Павел“ е построен на мястото на стар манастир от римско или от времето на Първата българска държава. Той бива разрушен от турците при падането на България под Османско владичество. През 1937 г. манастирът е възстановен с помощта на местното население. През 1993 г. отново с помощта на местното население е изградена нова манастирска църква.

## Други
В района на църквата има аязмо, което се смята за лековито и помага срещу ревматизъм и екземи.
Под църквата има активно свлачище, което с помощта на Министерството на държавната политика по бедствия, аварии и пожари е укрепено.

## Галерия
- Манастирската църква.
- Жилищна сграда.
- Аязмото и новостроящият се манастирски комплекс.
- Входът към манастира.